# 王の道
王の道（おうのみち、英語: Persian Royal Road）は、アケメネス朝ペルシア帝国の大王ダレイオス1世によって、紀元前5世紀に建造された古代の公道である。宿駅が設けられ、守備隊が置かれていた。ダレイオスは、王都スーサからサルディスに至る、非常に広大な帝国の版図を通じて、迅速な交通と通信を容易にするためこの幹線道路を建設した。
スーサから帝国遠隔の地のサルディスまでの 2,699キロメートル（1,677マイル）を7日間で旅することができた。古代ギリシアの歴史家であるヘロドトスは、「この公道を利用したペルシアの旅行以上に速い旅は、世界のなかでも他にはない」と記した。ヘロドトスは、「雨、雪、暑熱、夜の暗さであろうと、託された任務を伝達使が最高の速度で達成することを妨げることはできない」としてペルシアの使者を称賛した。この言葉は、今日、郵便配送者の非公式なモットーとして使用されている。

## 王の道の地理的位置
「王の道」が実際、どのような地理的コースを走行していたのか、ヘロドトスの記述や、考古学での研究、またそれ以外の歴史記録を元に復元されている。公道は、現代のトルコのイズミールの東、およそ60マイルに位置するサルディスの西から始まり、今日のトルコの中北部に当たる地域を通って西へと走行し、古代のアッシリアの首都ニネヴェ（現代のイラクのモースル）へと達し、そこから更に南へと進み、バビロン（現代のイラクのバグダッド）へと通じていた。

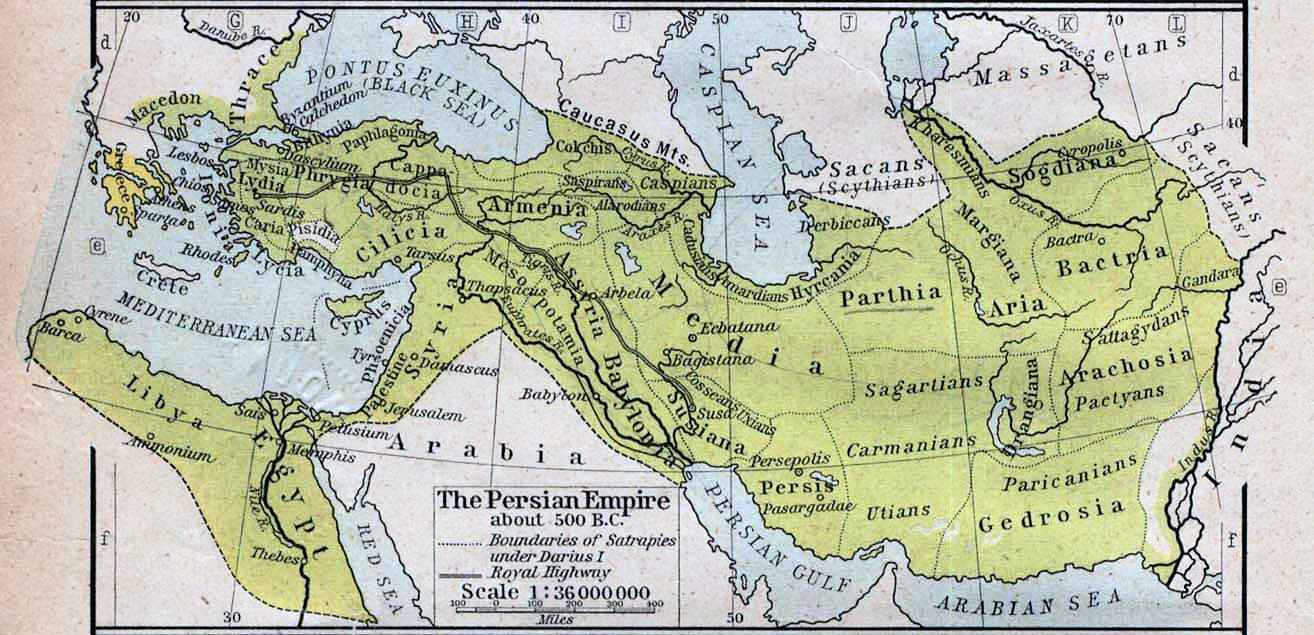
王の道 アナトリア半島の西部にあるサルディス (Lydia) から、ペルシャ湾に近いスーサまでの王の道を二重線で示した

バビロン近くより、二つのルートに分岐し、一方は北東方向に走行して、そこから東へと進んでエクバタナを通過して、シルクロードへと繋がっていた。他方のルートは、そのまま東へと進み、後にペルシア帝国の首都となったスーサ（今日のイランに位置する）を通過して、南東に走りペルセポリスへと至っていたと信じられている。

## 王の道の歴史
「王の道」が、ペルシア帝国の重要な諸都市を結ぶ、最短かつもっとも容易なルートを伝っていないことより、考古学者たちは、公道を構成する西の大部分は、元々アッシリアの王たちが建造したものだろうと考えている。道路が、古代のアッシリア帝国の中心部を貫通して走っているからである。現代の北部イランに位置する道路の北側の部分は、シルクロードとして知られる大通商路と一致する。
とはいえ、今日認められている通り、ダレイオス1世は、道路の路床を整備し、ばらばらであった通路を互いに結んで、一つの大公道を建造したのである。帝国の「pirradaziš 」、または伝達使による、迅速な情報伝達と交通の確立がその主要な目的であった。
ダレイオスによる道路の建造と整備は、古代ローマ時代においても、なおこの公道が利用され続けたほどに質の高いものであった。トルコのディヤルバクルの橋は、この道路が使用されていた時代以降、なお現代でも存続している。

## 王の道に関する逸話
エウクレイデスは、数学の学習においてより安易な道はないものかと、エジプトのプトレマイオス王に尋ねられ、「幾何学を学ぶに王道はない」と答えたと言われている。この箴言は、『銀の弾丸などない (No Silver Bullet) 』という随想のなかで、ソフトウェア工学に関してフレデリック・ブルックスが述べた、「王道はないが、道は存在する」という現代の言葉のなかでも利用されている。